# Carla McGhee
Carla Renee McGhee (Peoria, 6 marzo 1968) è un'ex cestista, allenatrice di pallacanestro e dirigente sportivo statunitense, professionista nella ABL e nella WNBA.

## Carriera
È stata selezionata dalle Orlando Miracle al quarto giro del Draft WNBA 1999 (44ª scelta assoluta).
Con gli Stati Uniti ha disputato i Campionati americani del 1993, i Campionati mondiali del 1994 e i Giochi olimpici di Atlanta 1996.

## Palmarès
- 2 volte campionessa NCAA (1987, 1989)